# Бразильско-канадские отношения
Бразильско-канадские отношения — двусторонние дипломатические отношения между Бразилией и Канадой. Государства являются членами «Большой двадцатки», «Организации американских государств», «Всемирной торговой организации» и Организации Объединённых Наций.
В 2016 году около 36 000 человек в Канаде заявили, что имеют бразильское происхождение. По оценкам, в Бразилии проживает около 12 000 человек канадского происхождения.

## История

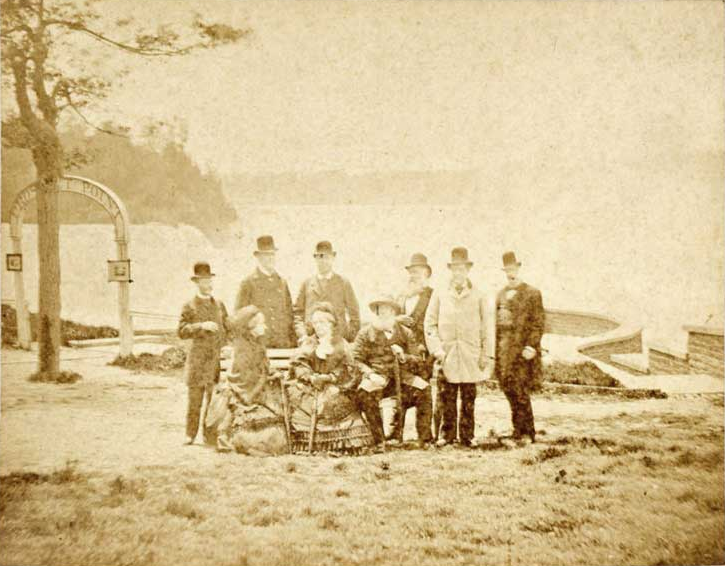
Император Бразилии Педру II возле Ниагарского водопада в 1876 году.

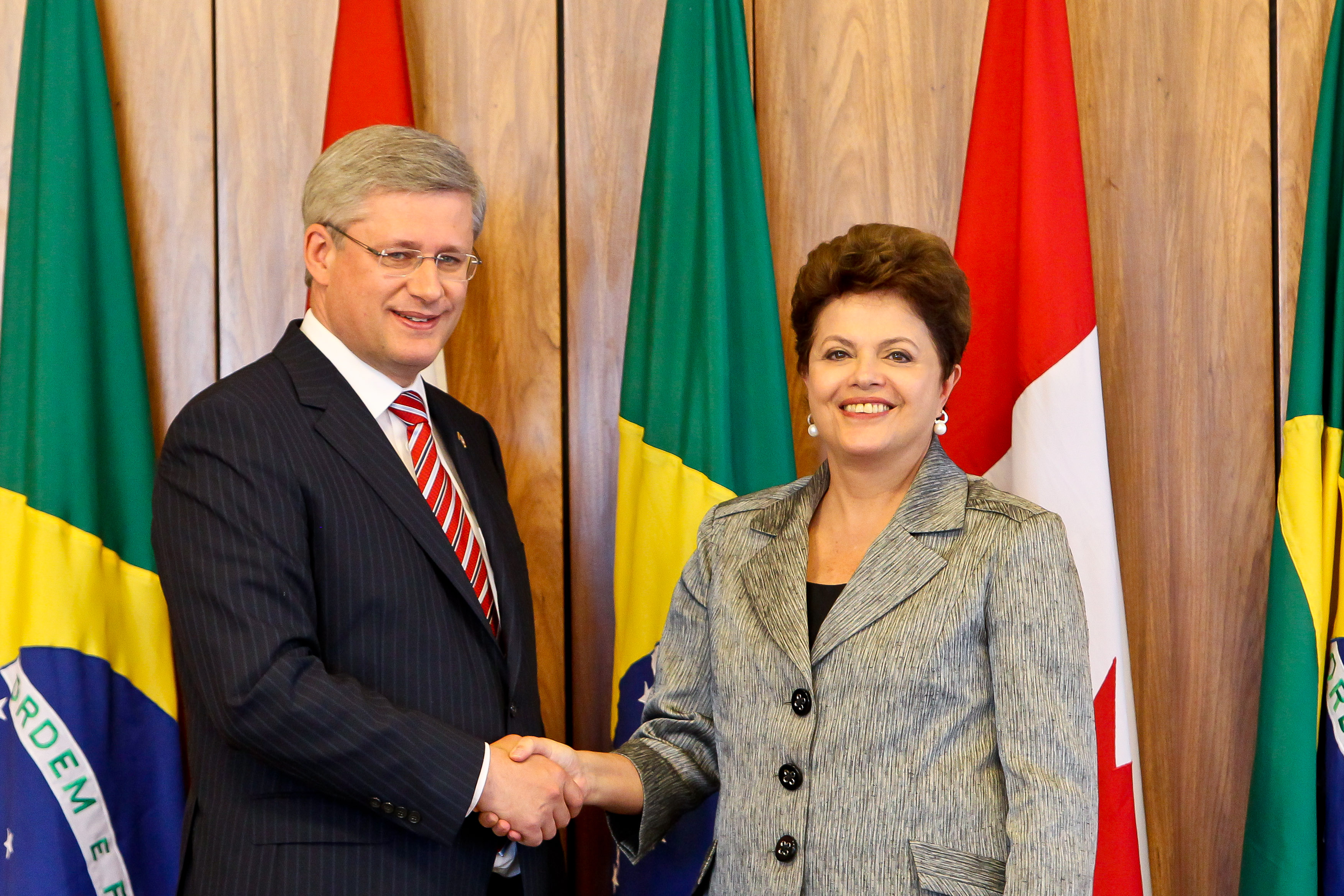
Премьер-министр Канады Стивен Харпер на встрече с президентом Бразилии Дилмой Русеф в Бразилиа в 2011 году.

В 1866 году Канада открыла консульство в Рио-де-Жанейро. В 1876 году во время своего второго кругосветного путешествия император Бразилии Педру II прибыл в Канаду, где посетил Ниагарский водопад и различные места в Онтарио. Во время Второй мировой войны военнослужащие обеих стран сражались на одной стороне во время Итальянской кампании. В 1941 году Бразилия открыла посольство в Оттаве, а Канада открыла посольство в Рио-де-Жанейро в 1944 году.
В январе 1998 года Жан Кретьен стал первым премьер-министром Канады, посетившим Бразилию. В 2001 году президент Бразилии Фернанду Энрики Кардозу посетил Канаду с официальным визитом. С 1998 года Канада и «МЕРКОСУР» (в который входит Бразилия) ведут переговоры по подписанию соглашения о свободной торговле.
Среди центральных тем двусторонних отношений между двумя странами: партнёрство в сфере образования, науки, сельскохозяйственной политики, технологий и инноваций. Канада — страна, принимающая наибольшее количество бразильских студентов, которые в основном заинтересованы в изучении английского и французского языков в течение коротких периодов времени. Государства являются крупными мировыми игроками на рынке самолётов среднего размера, включая Embraer и Bombardier.
Канада является основным местом назначения бразильских инвестиций за рубежом, их объём превышает 20 миллиардов долларов США, что делает Бразилию седьмым по величине источником прямых иностранных инвестиций. Бразильские инвестиции сконцентрированы в горнодобывающем секторе. Канадские инвестиции в Бразилию, в свою очередь, достигают около 15 миллиардов долларов США и охватывают такие области, как: гражданское строительство, технологии и горнодобывающая промышленность.

## Двусторонние соглашения

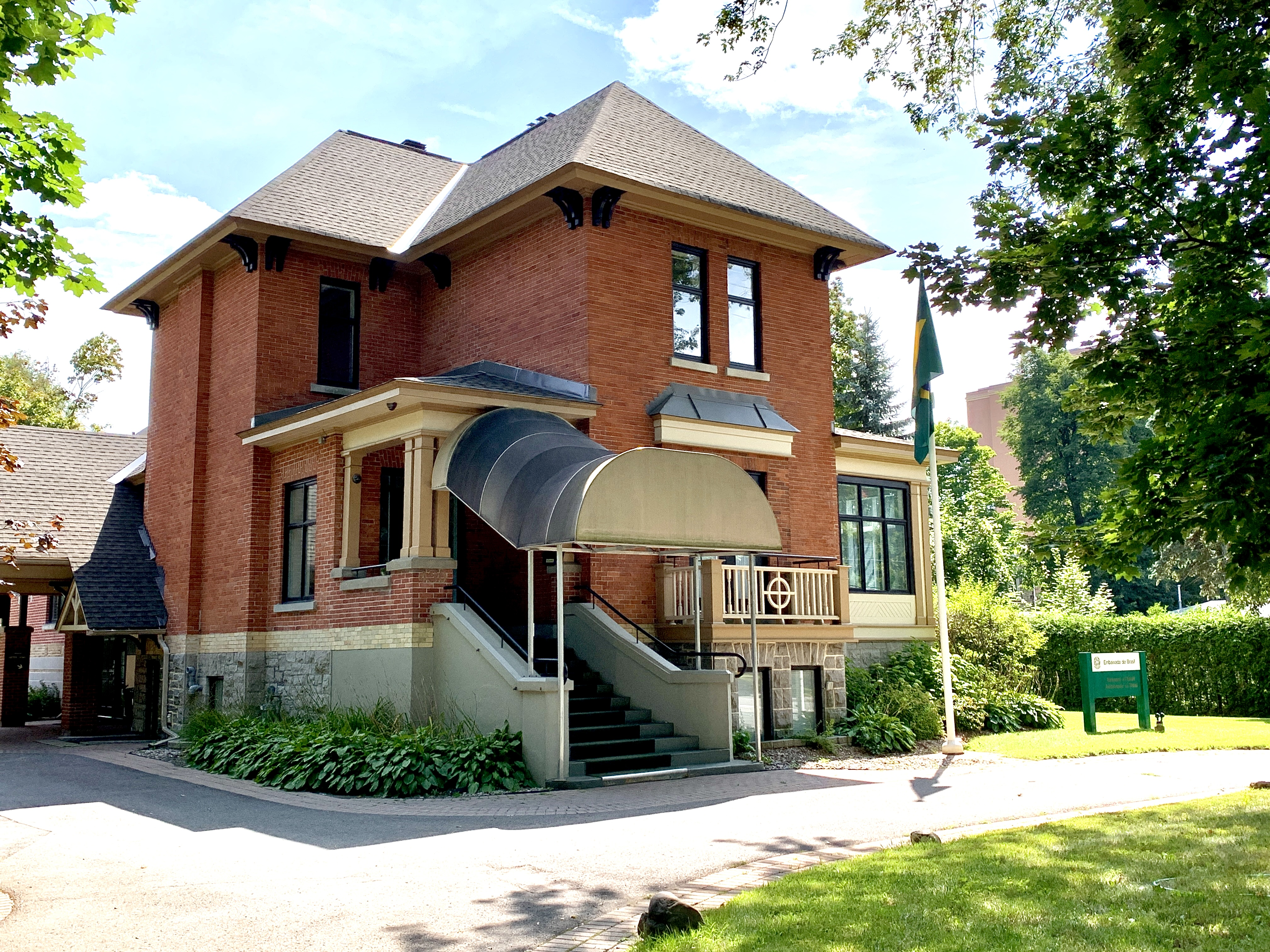
Посольство Бразилии в Оттаве.

Между государствами подписано несколько соглашений, таких как: Соглашение о сотрудничестве в области науки, технологий и инноваций (2008 год); Меморандум о взаимопонимании по устойчивому развитию добычи полезных ископаемых и металлов (2009 год); Соглашение о социальном обеспечении (2011 год); Меморандум о взаимопонимании по эффективности международного сотрудничества в целях развития (2011 год); Соглашение о воздушном транспорте (2011 год) и Соглашение об изучении возможных направлений сотрудничества в использовании космического пространства в мирных целях (2011 год).

## Дипломатические представительства
- Бразилия имеет посольство в Оттаве, а также генеральные консульства в Монреале, Торонто и Ванкувере[6].
- Канада содержит посольство в Бразилиа, а также генеральные консульства в Рио-де-Жанейро и Сан-Паулу[7].